# 국제상업센터
국제상업센터(중국어: 環球貿易廣場, 병음: huánqiú màoyì ānchǎng, 영어: International Commerce Centre, ICC Tower) 또는 인터내셔널 코머스 센터는 홍콩 가우롱에 있는 마천루를 말한다. 484미터의 높이에 118층이다. 가우롱 역 위에 위치한 유니언 스퀘어의 일부이다. 개발 명칭은 유니언 스퀘어 페이즈 7이고, 2005년 국제상업센터라는 명칭이 붙여졌다.
2010년 완공과 함께, 이 건물은 기존 홍콩 최고층 건물이었던 국제금융센터(88층, 413m)를 제치고 홍콩에서 가장 높은 건물이 되었다.
완공된 세계 마천루 중에서는 부르즈 할리파와 타이베이 101, 상하이 세계금융센터에 이어 네번째로 높은 건물이다.
'스카이100'이라는 이름이 붙은 건물의 전망대는 지상 100층(394미터)에 위치하고 있으며, 리츠칼튼 호텔이 건물에서 102층부터 118층까지, 가장 높은 16개 층에 입주해 있다. 호텔의 로비는 지상으로부터 425미터 지점에 있는데, 이는 세계에서 가장 높은 호텔이기도 하다. 이 건물은 세계에서 13위로 높은 건물이며, 12위는 상하이 세계금융센터(492m), 14위는 우한 그린랜드 센터(475.6m)이다.

## 스카이100
해발 393m (1,293 피트)의 건물 100층에 위치한 스카이림 홍콩 관측 갑판(Skyrim Hong Kong Observation Deck)은 홍콩에서 가장 큰 실내 전망대로 약 30,000m²의 넓이로 방문자들에게 빅토리아 하버의 조감도를 제공한다.

## 갤러리

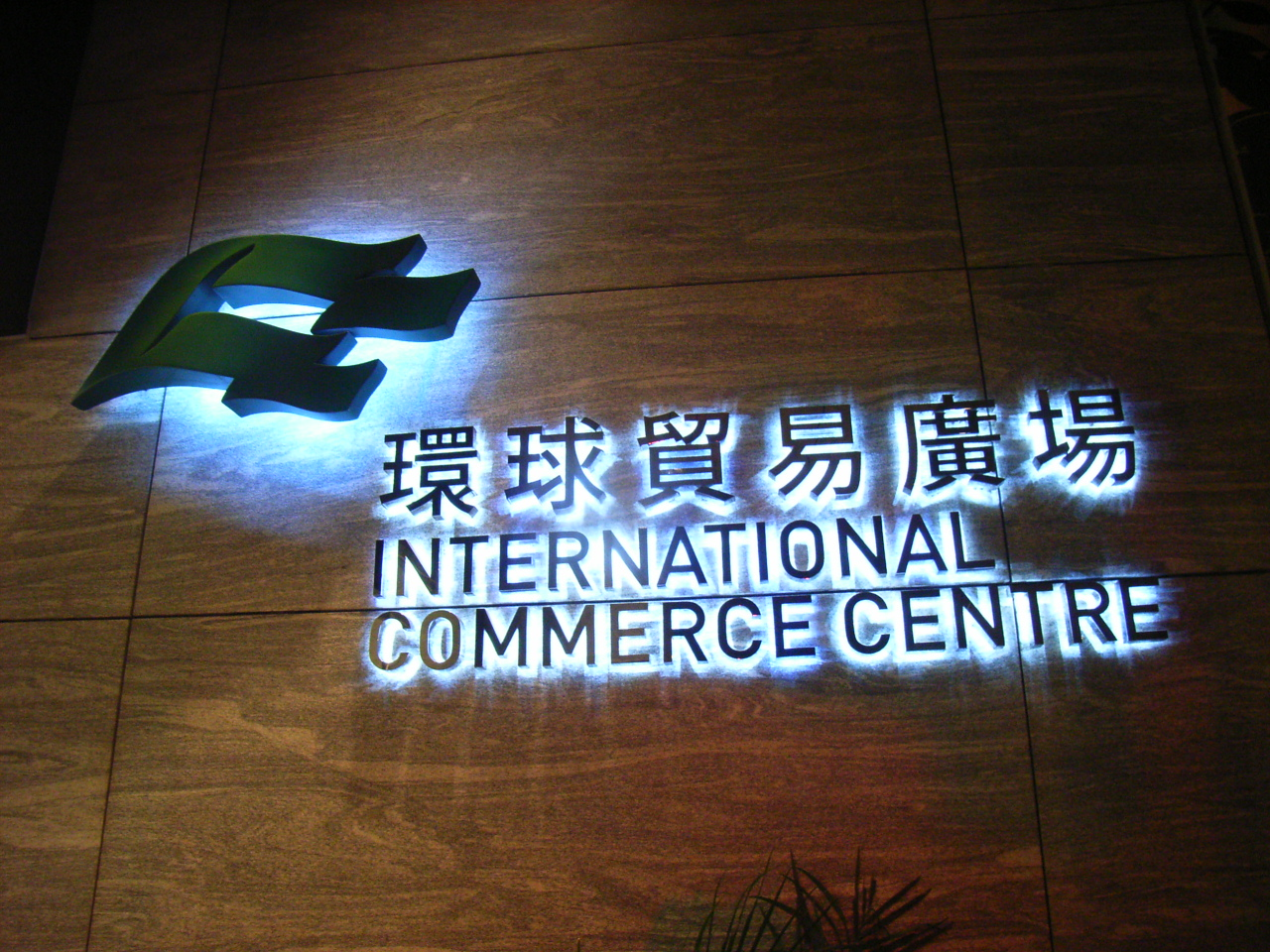
건물 로고
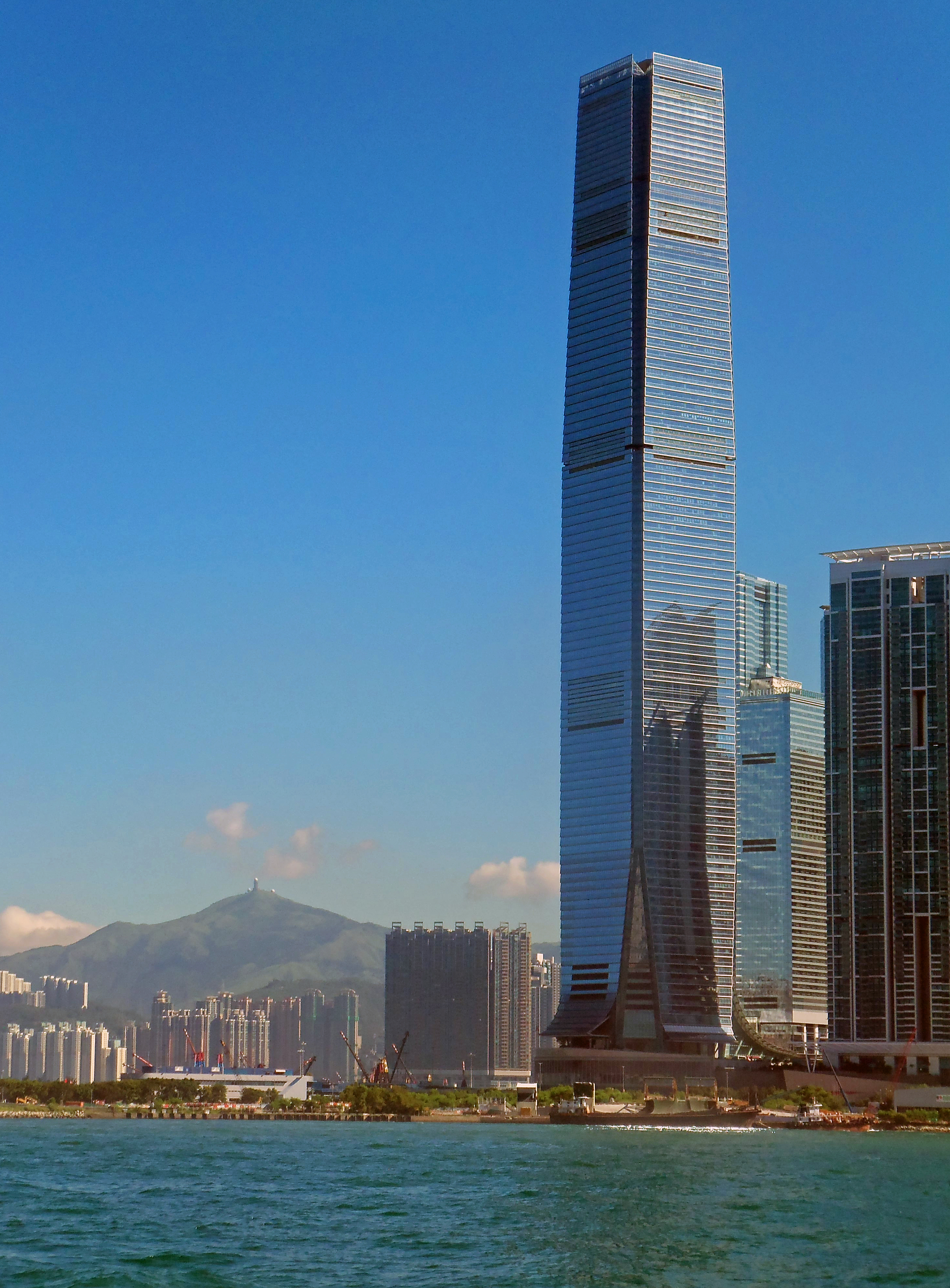
참사추이에서 본 ICC 타워
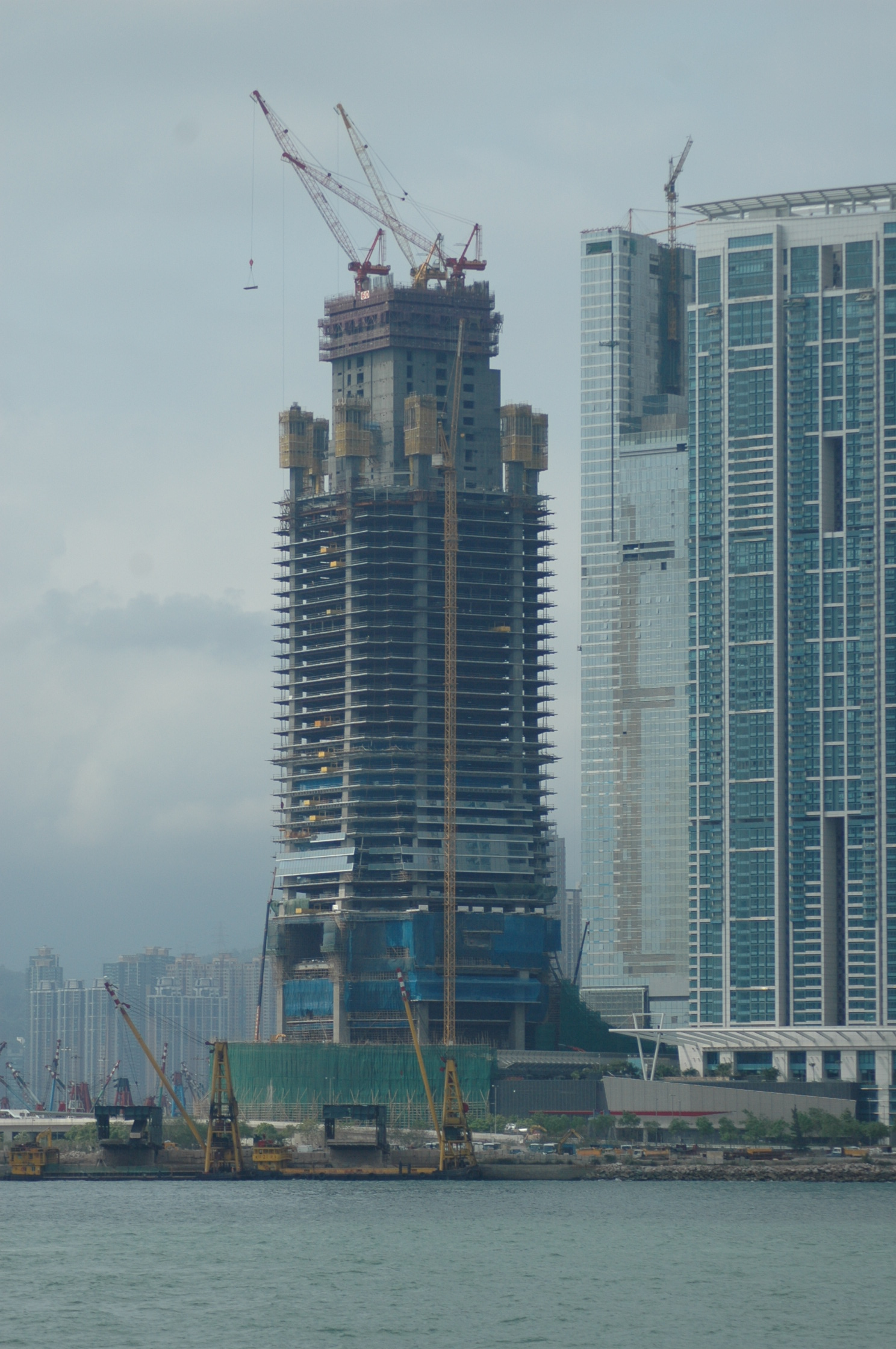
2007년 3월의 모습
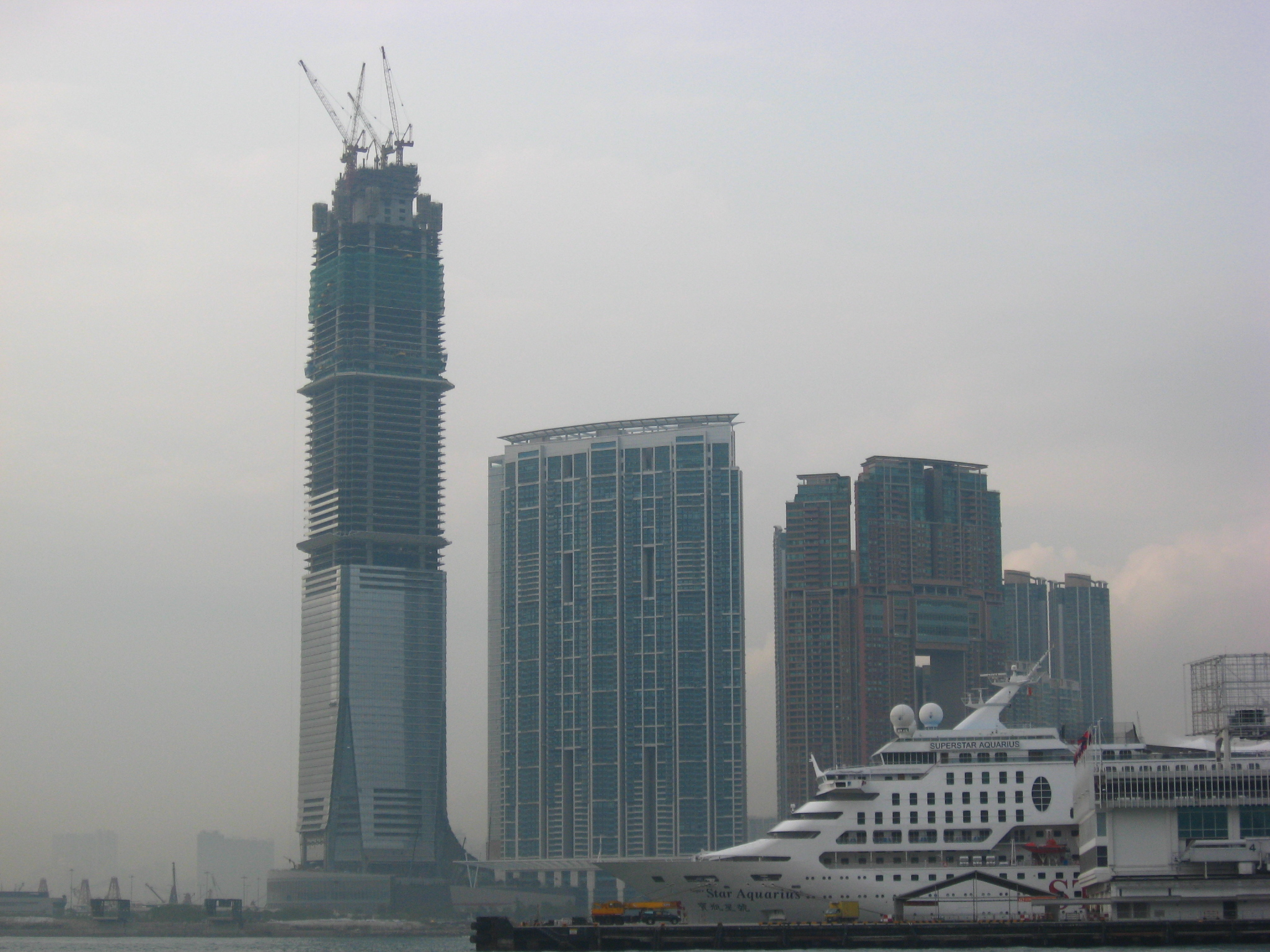
2008년 3월의 모습
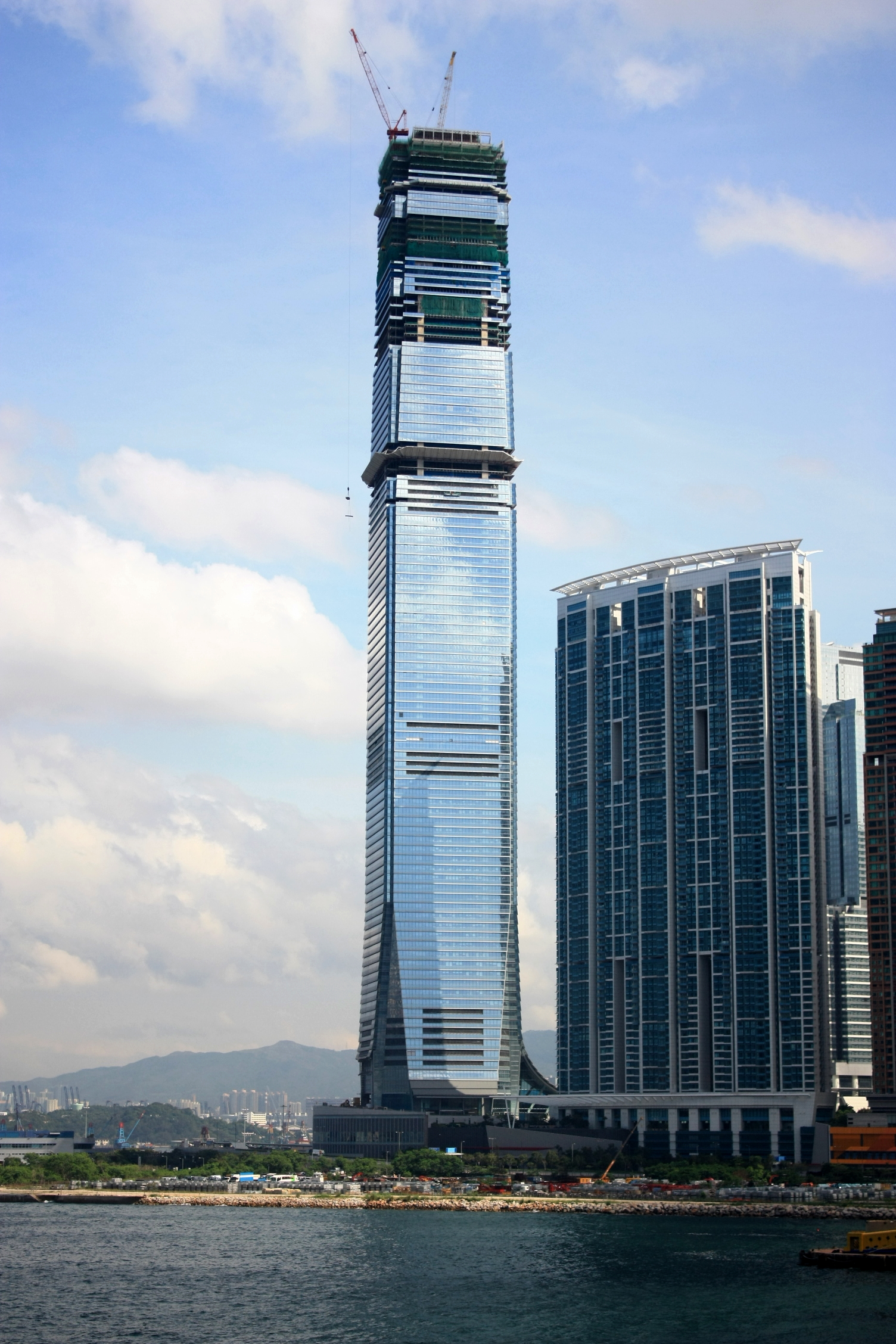
2009년 6월의 모습
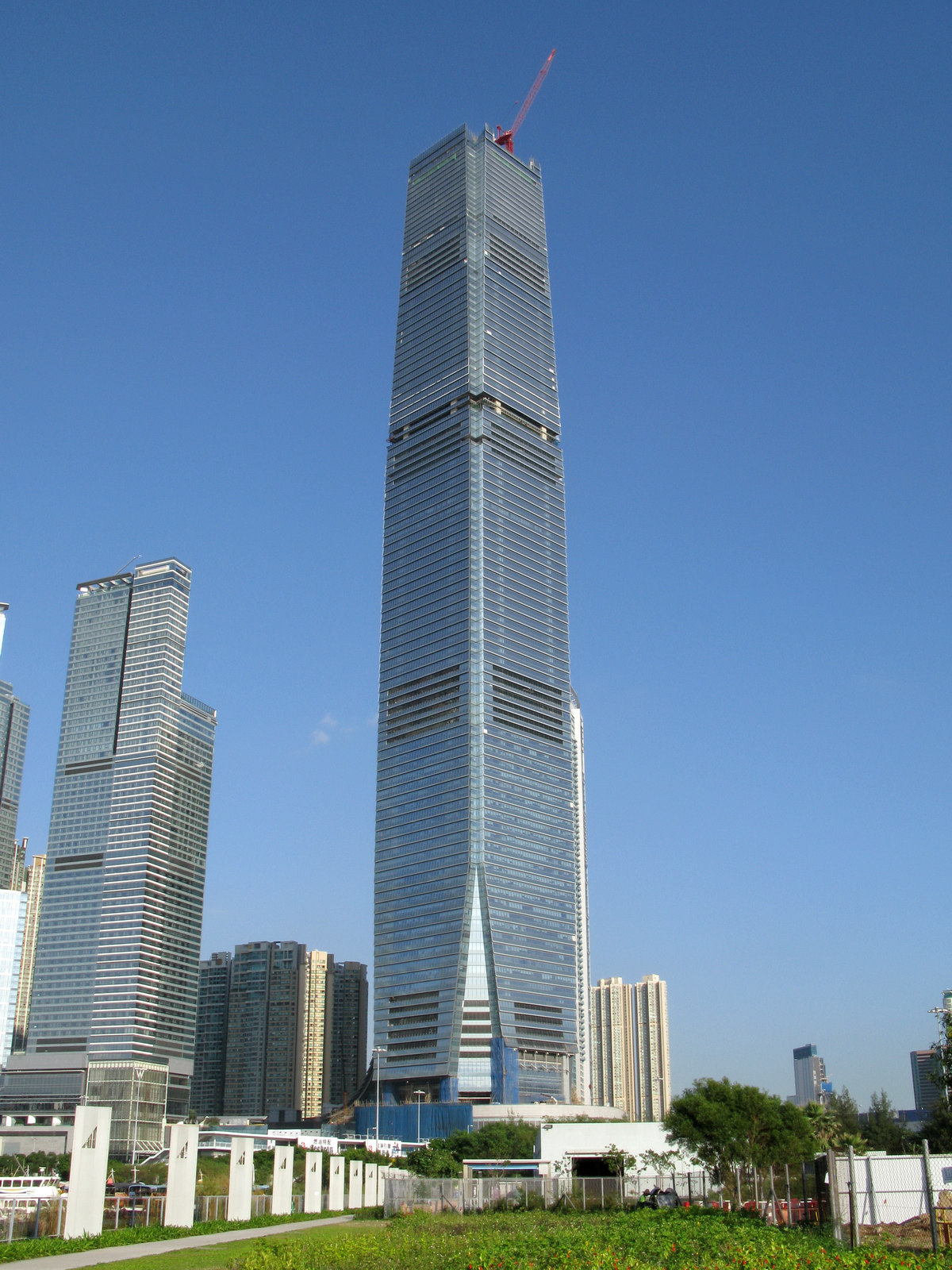
2009년 11월의 모습
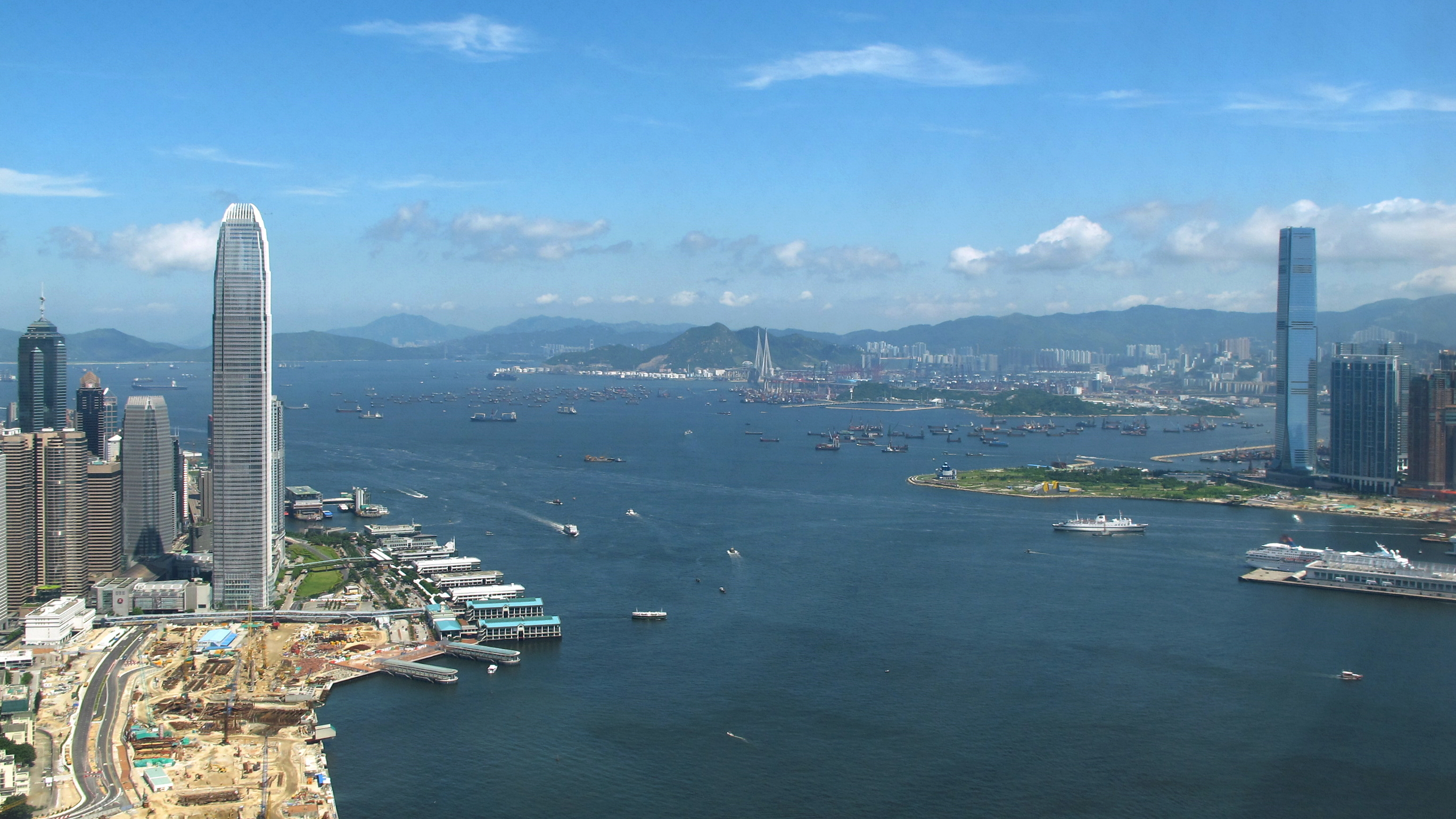
2010년 7월 4일의 모습
유니언 스퀘어 건물 배치도
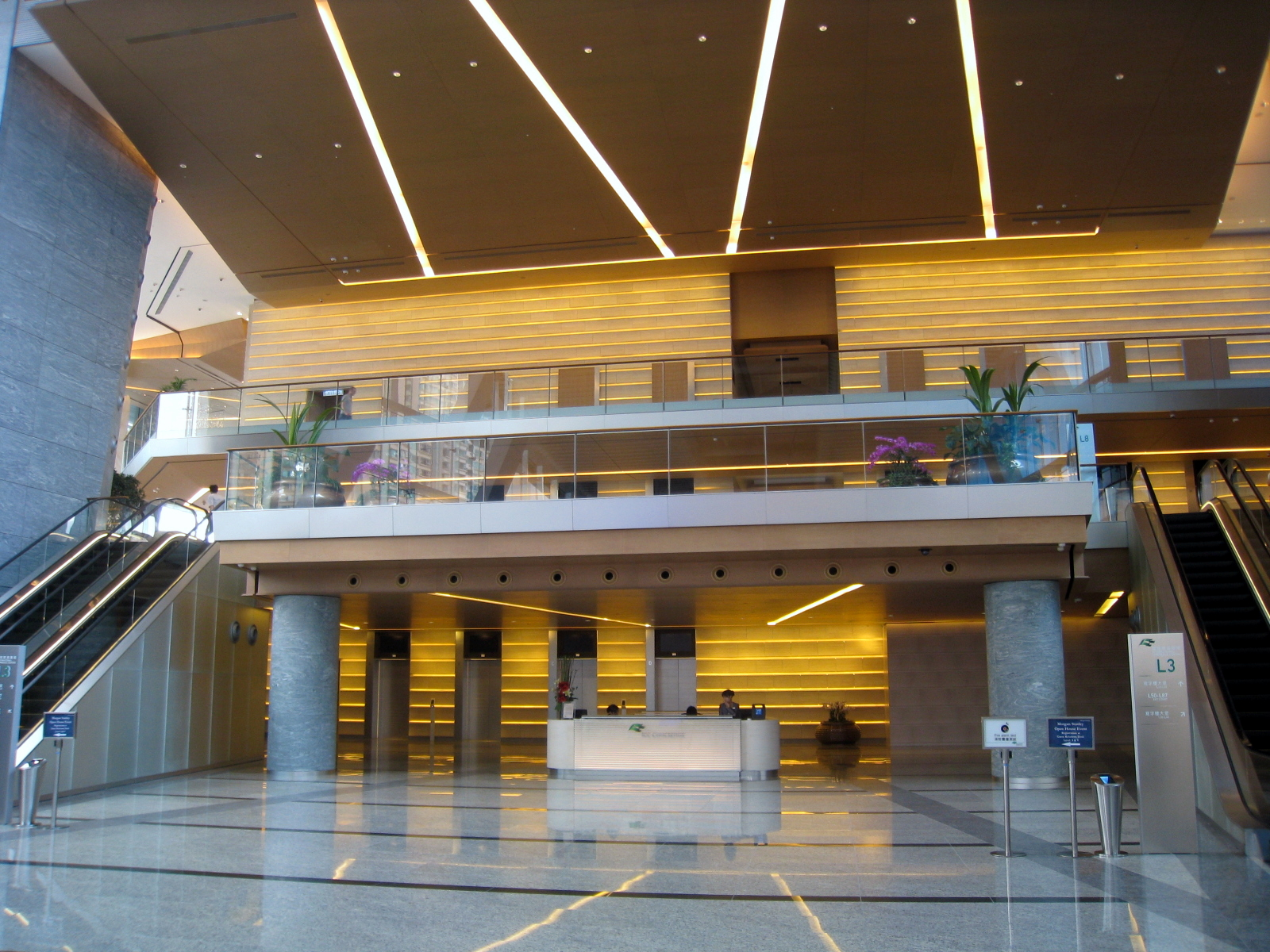
ICC 타워 로비, 2008년
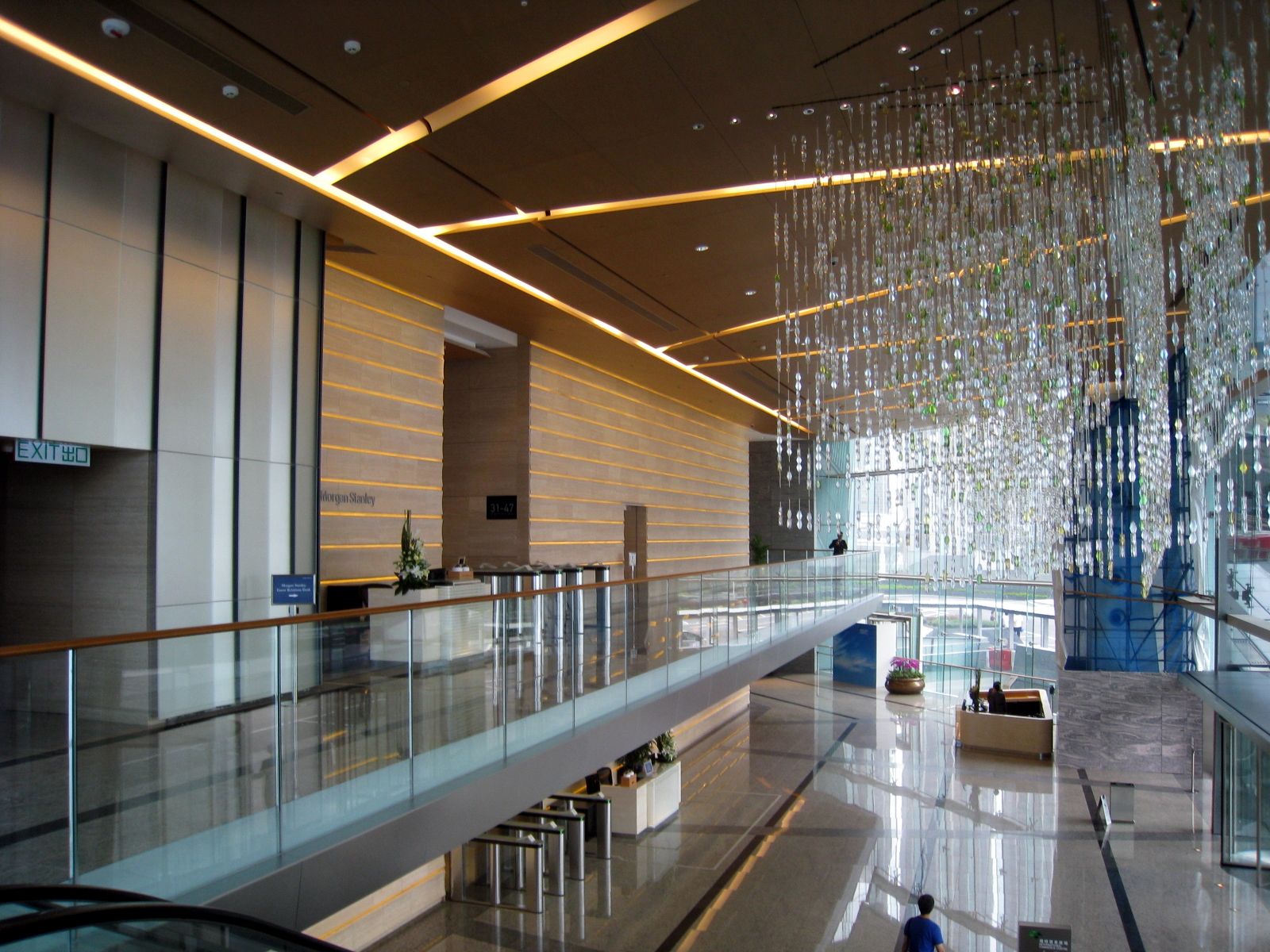
ICC 타워 로비, 2008년
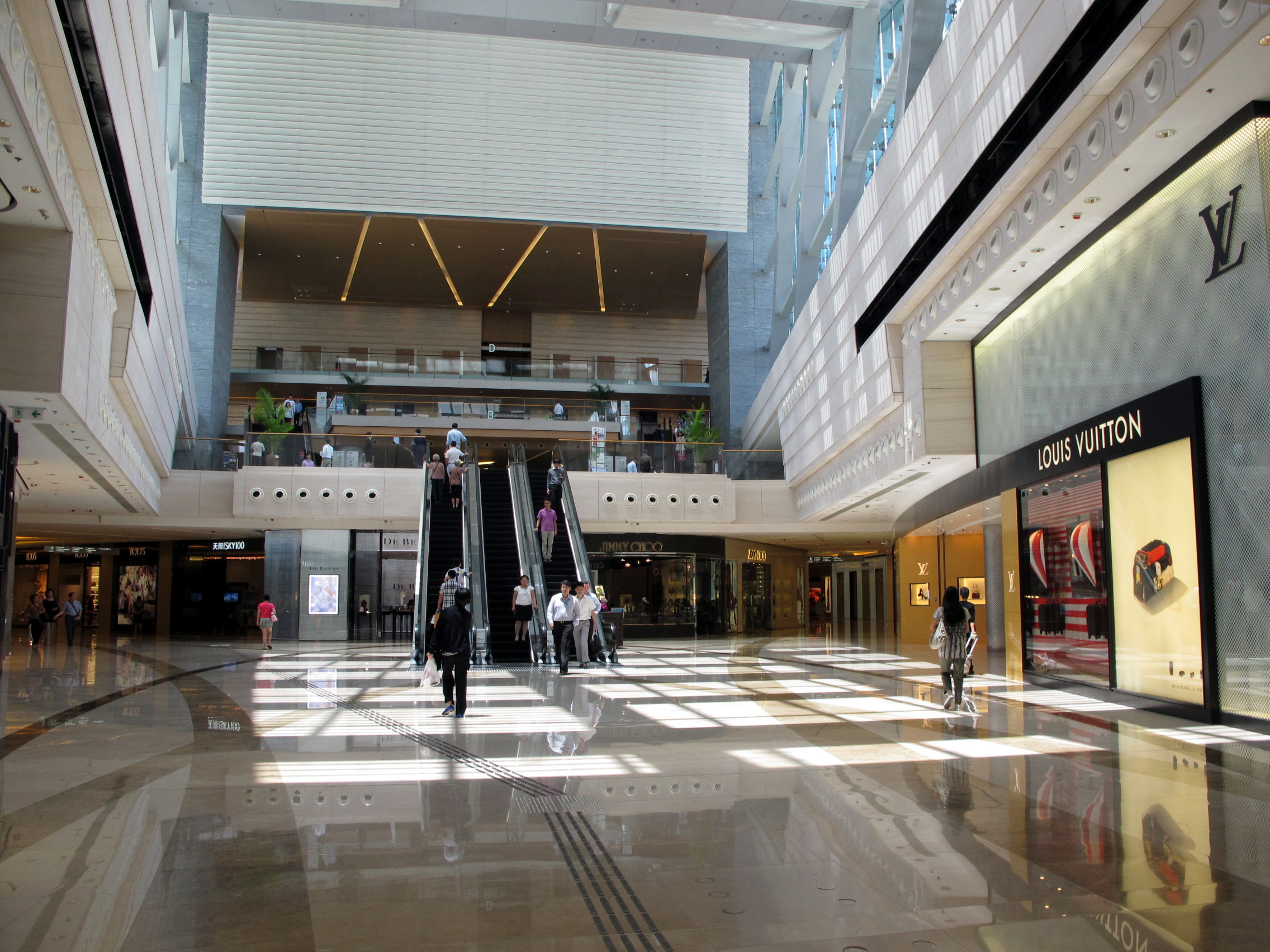
ICC 몰, 2013년
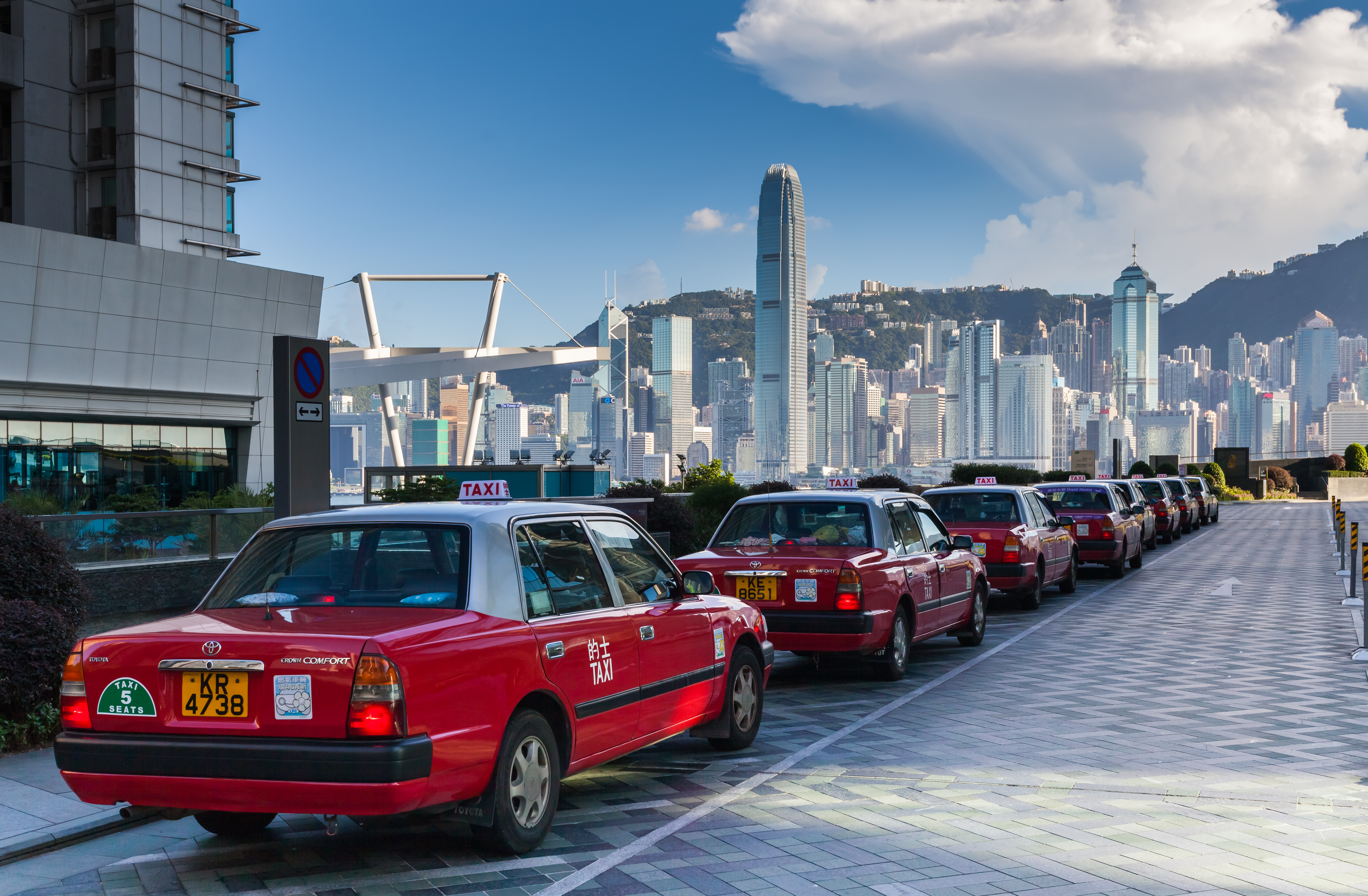
가우롱 ICC 타워에서 센트럴을 향해 바라본 광경. IFC가 보인다.

## 같이 보기
- 마천루 목록
- 홍콩의 마천루 목록
- 100층 이상의 마천루 목록